# Ghislenghien
Ghislenghien ([gilɑ̃gjɛ̃], en picard Guilinguin, en wallon Guilinguî, en néerlandais Gellingen) est une section de la ville belge d'Ath, située en Région wallonne dans la province de Hainaut.
C'était une commune à part entière avant la fusion des communes de 1977.

## Géographie

### Hydrographie
- Sille.
- Buissenal.
- Rieu du Boulky.

### Situation géographique
- Au Nord : commune de Lessines (section d'Ollignies).
- Au Sud : commune d'Ath (section de Gibecq).
- À l'Est : commune de Silly (section d'Hellebecq).
- À l'Ouest : commune d'Ath (section de Meslin-l'Evêque).

## Évolution démographique
- Sources : INS, Rem. : 1831 jusqu'en 1970 = recensements, 1976 = nombre d'habitants au 31 décembre.

## Histoire
Ghilenghien a été dans la passé le siège d'une seigneurie. Louis de Blondel, écuyer, seigneur de Ghilenghien et de Werquigneul, bénéficie le 20 mai 1614 de lettres de chevalerie données à Bruxelles. Il est également haut justicier de Lille et bailli de Wavrin. Un de ses ancêtres Jacques de Blondel a été sous Charles Quint gouverneur de Tournai et du Tournaisis.

### Catastrophe de Ghislenghien
Le vendredi 30 juillet 2004 a lieu une violente explosion sur un gazoduc géré par le transporteur Fluxys. La canalisation reliait le port belge de Zeebruges à la France. Une usine Diamant Boart en construction était à proximité. La responsabilité de ces deux sociétés a été reconnue par la justice belge.
Un monument a été élevé sur le site même de la catastrophe, en hommage aux 24 victimes décédées.

## Liste des bourgmestres de 1830 à 1977
- Paul Meunier, de 1947 à 19??, (PSC).

## Patrimoine et culture

### Patrimoine architectural

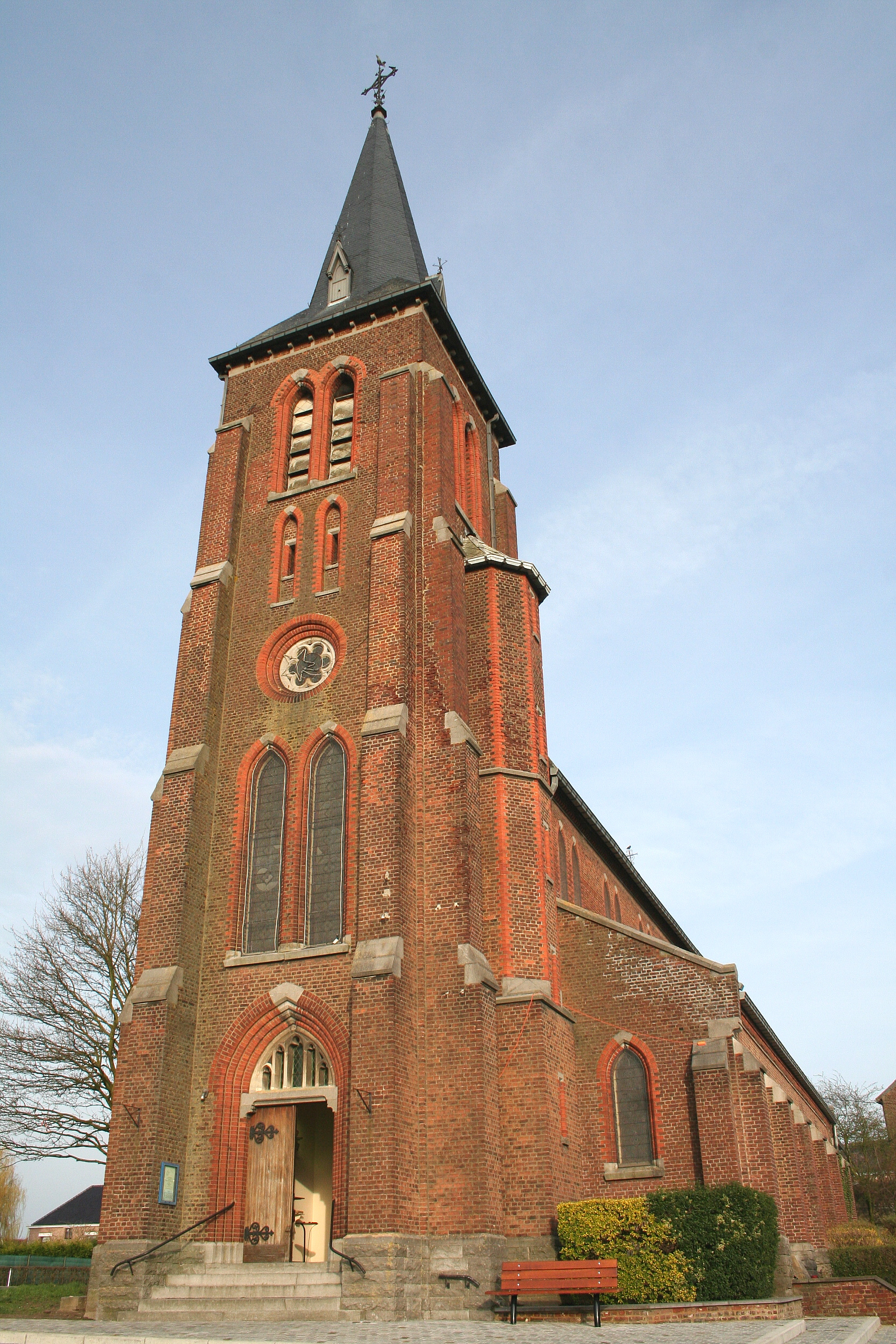
Ghislenghien, l'église St-Jean l'Évangéliste (1906).

- Église : Saint-Jean-l’Évangéliste.
- Murs de l'ancienne abbaye bénédictine de Ghislenghien, détruite à la Révolution française.
- Ancienne ferme de l'Abbaye.
- Ancien relais de poste au croisement de la N7 et de la N57.

## Économie
- Zoning industriel IDETA de Ghislenghien (Zoning 1 et 2; 3 en construction), partiellement installé sur le territoire de Meslin-l'Evêque.

### Communications
- N7 (Hal-Tournai-Hertain) traverse la commune d'Est en Ouest.
- N57 (Lessines-Ghislenghien-Soignies-La Louvière-Binche) traverse la commune du Nord au Sud.
- Autoroute A8 - E429 (Hal-Tournai) borde le territoire du village au Nord (sortie 29 Lessines).
- Ligne ferroviaire réservée aux marchandises Ath-Ghislenghien (sur l'ancienne assiette SNCB L94 désaffectée).